# Kannaksensaari (ö i Mellersta Finland, Keuruu)
Kannaksensaari är en ö i Finland. Den ligger i sjön Hankajärvi och i kommunen Keuru i den ekonomiska regionen  Keuru ekonomiska region  och landskapet Mellersta Finland, i den sydvästra delen av landet, 240 km norr om huvudstaden Helsingfors. Öns area är 1,5 hektar och dess största längd är 200 meter i nord-sydlig riktning.